# جديدة الفضل
جديدة الفضل بلدة في سورية تقع في محافظة ريف دمشق على بعد 15 كم غرب دمشق.تحدها شرقاً المعضمية وغرباً قطنا.تجاورها بلدتي جديدة البلد وجديدة عرطوز.تعتبر ادارياً تابعة لمحافظة القنيطرة بسبب أن اغلب سكانها من منطقة الجولان السوري المحتل.